# Station Bredevoort
Station Bredevoort (afkorting: Bdt) was een spoorwegstation van 1899 tot 1934, van het type GOLS klein, in de Gelderse buurtschap De Haart in gemeente Aalten aan de spoorlijn Winterswijk – Zevenaar. De spoorlijn werd geopend op 15 juli 1885.

## Geschiedenis
Een van de drijvende krachten achter de stichting van het station was pastoor Bernardus Stephanus Mulder, die zich maatschappelijk veel heeft ingezet voor Bredevoort. Er werd begonnen met de aanleg van een verharde Stationsweg van Bredevoort naar de spoorweg die 1 kilometer van de bebouwde kom verwijderd lag. De bouw van het stationsgebouw startte in 1898 in opdracht van de Geldersch-Overijsselsche Lokaalspoorweg-Maatschappij. Het station werd geopend op 1 mei 1899 en in 1919 verbouwd: het rechterdeel kreeg een verdieping. In 1950 is het gebouwtje gesloopt.

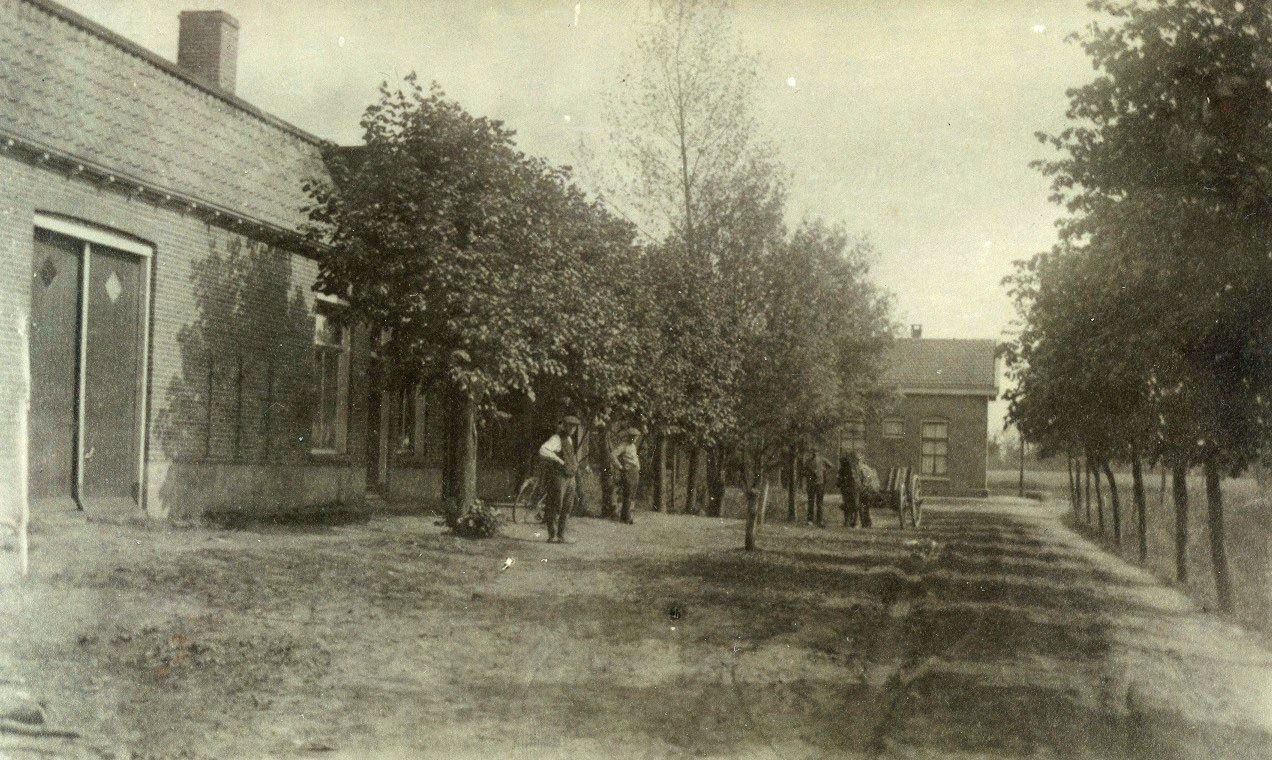
Voorkant station

Winterswijk GOLS ·
0,0: Winterswijk ·
6,5: Miste ·
8,6: Bredevoort ·
11,9: Aalten ·
16,3: Lintelo ·
20,4: Varsseveld ·
26,7: Silvolde ·
27,3: Terborg ·
28,7: Gaanderen ·
30,2: Gaanderen-Oosselt ·
Doetinchem Stadion ·
33,6: Doetinchem ·
34,3: Doetinchem West ·
36,1: Doetinchem De Huet ·
39,2: Wehl ·
41,0: Stillewald ·
45,4: Didam ·
49,0: Zevenaar GOLS ·
49,6: Zevenaar
Huidige stations:
Aalten ·
Apeldoorn · 
-De Maten · 
-Osseveld ·
Arnhem:
-Centraal · 
-Presikhaaf · 
-Velperpoort · 
-Zuid ·
Barneveld:
-Centrum · 
-Noord ·
-Zuid ·
Beesd ·
Brummen ·
Culemborg ·
Didam ·
Dieren ·
Doetinchem · 
-De Huet · 
Duiven ·
Ede:
-Centrum ·
-Wageningen ·
Elst ·
Ermelo ·
Gaanderen · 
Geldermalsen ·
't Harde ·
Harderwijk ·
Hemmen-Dodewaard ·
Kesteren ·
Klarenbeek ·
Lichtenvoorde-Groenlo ·
Lochem ·
Lunteren ·
Nijkerk ·
Nijmegen · 
-Dukenburg · 
-Goffert · 
-Heyendaal · 
-Lent ·
Nunspeet · 
Oosterbeek ·
Opheusden ·
Putten ·
Rheden ·
Ruurlo ·
Terborg ·
Tiel · 
-Passewaaij ·
Twello · 
Varsseveld · 
Veenendaal-De Klomp · 
Velp · 
Voorst-Empe · 
Vorden · 
Wehl ·
Westervoort · 
Wezep · 
Wijchen ·
Winterswijk · 
-West · 
Wolfheze · 
Zaltbommel · 
Zetten-Andelst · 
Zevenaar · 
Zutphen
Voormalige stations: lijst van voormalige spoorwegstations in Gelderland